# Sibthorpia conspicua
Sibthorpia conspicua là một loài thực vật có hoa trong họ Mã đề. Loài này được Diels miêu tả khoa học đầu tiên năm 1906.